# Elophila gyralis
Elophila gyralis is een vlinder uit de familie van de grasmotten (Crambidae), uit de onderfamilie van de Acentropinae. De wetenschappelijke naam van deze soort is voor het eerst gepubliceerd in 1886 door George Duryea Hulst.

## Ondersoorten
- Elophila gyralis gyralis (Hulst, 1886)
- Elophila gyralis serralinealis (Barnes & Benjamin, 1924)

## Verspreiding
De soort komt voor in Canada en de Verenigde Staten.